# رامون روزا
رامون روزا (بالإسبانية: Ramón Rosa)‏ هو دبلوماسي وصحفي ومحامي وشاعر هندوراسي، ولد في 14 يوليو 1848 في تيغوسيغالبا في هندوراس، وتوفي بنفس المكان في 28 مايو 1893.